# Désert de sel
Pour les articles homonymes, voir Salar.

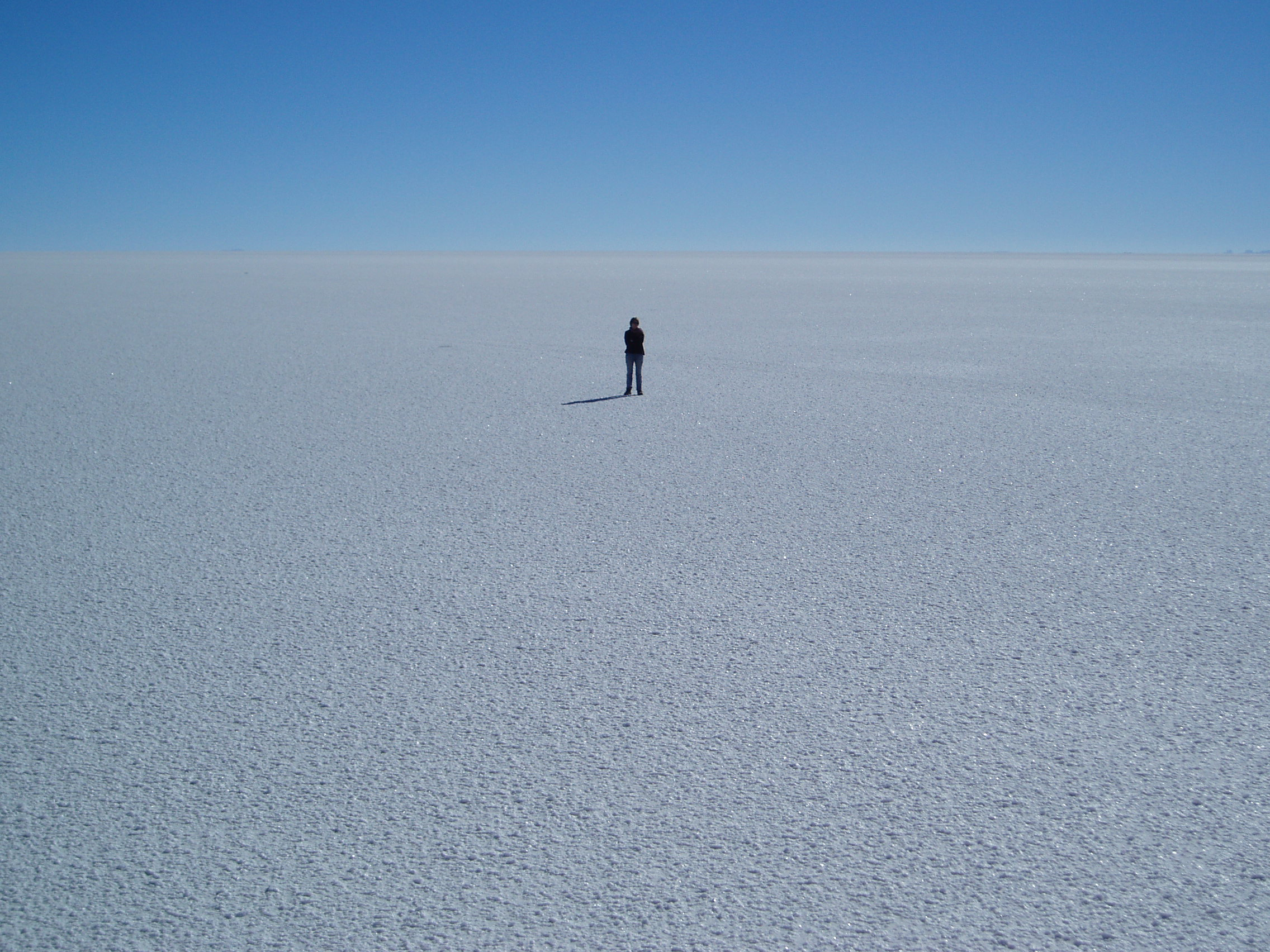
Le salar d'Uyuni en Bolivie, plus grand salar du monde.

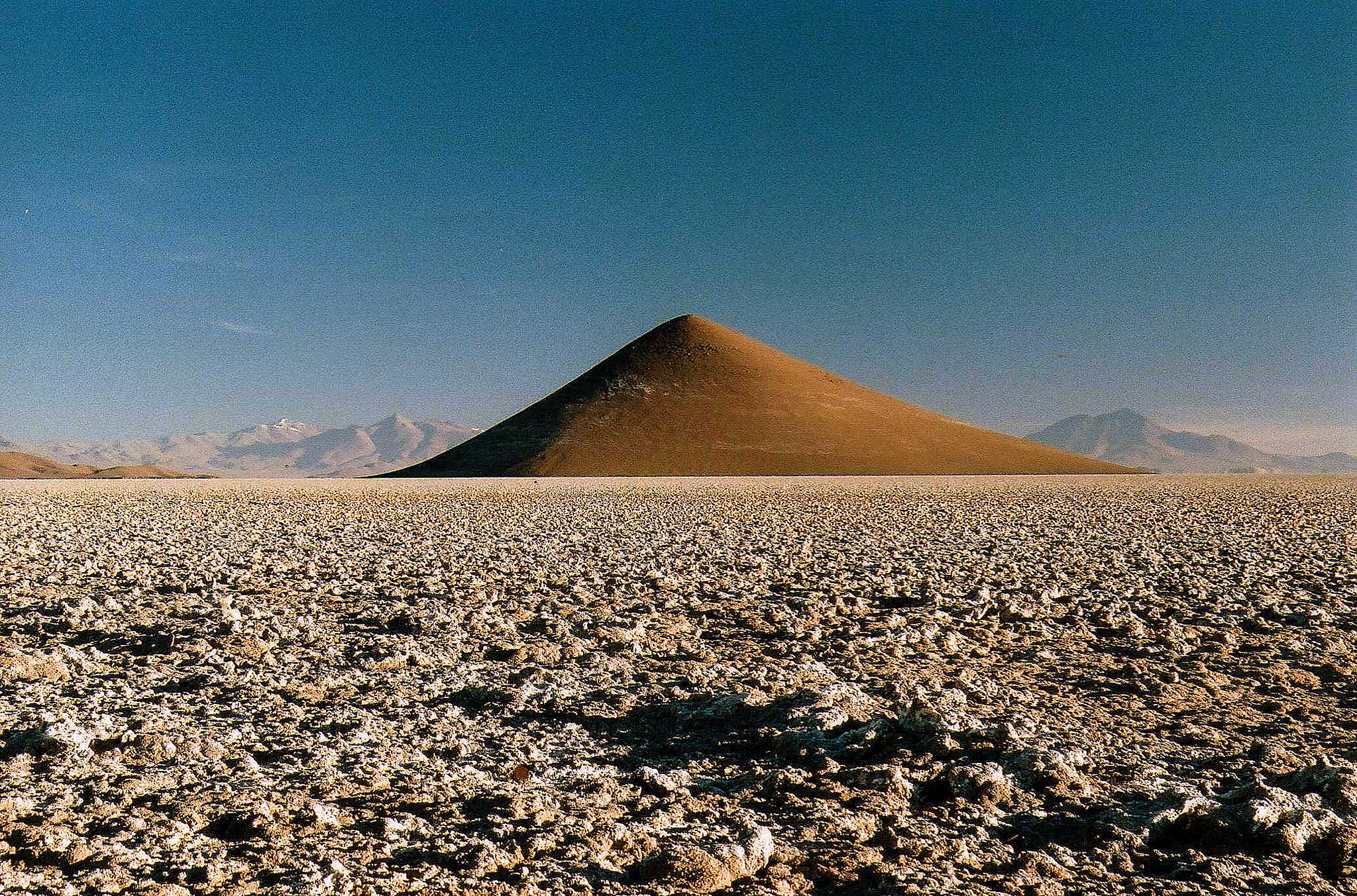
Le Cono de Arita dans le Salar d'Arizaro, Salta (Argentine).

Un désert de sel ou désert salé (ou salar en Amérique du Sud) est un lac plus ou moins temporaire et aux rives changeantes dont les sédiments sont essentiellement constitués par des sels (chlorures, sulfates, nitrates, borates, etc.). Les sels précipitent sous l'effet d'une forte évaporation, laquelle est, sur une longue période, toujours plus importante que l'alimentation ou l'arrivée d'eau dans le bassin.

## Terminologie
Le terme espagnol de salar, également salina, est utilisé en Amérique du Sud, terme également employé en français pour désigner les déserts salés de cette région. Dans certaines parties du Mexique et des États-Unis, ce genre de formation est également nommé informellement playa (littéralement, « plage »).
Le terme anglophone correspondant est cependant salt pan et en Afrique du Sud il peut inclure les petits salars du Highveld, typique de la région de Chrissiesmeer comme les grands salars du Cap-Nord. Le terme est également utilisé en Australie. Lorsque le besoin s'en fait sentir, il est possible de distinguer les salt pans (« dépressions salées ») ou salt flats (« plaines salées ») des clay pans (« dépressions d'argile »).
Il existe diverses appellations pour désigner un salar ou désert de sel dans les langues autochtones d'Amérique.
En quechua un salar ou désert de sel est appelé kachi chakra ou kachi pampa, kachi-kachi ou littéralement kachi ch'in pacha (ch'in pacha signifiant désert,).
En aymara un salar est dit jayu quta, appellation qui signifie aussi « lac salé », ou jayu wasara (wasara désignant le désert,).
En nahuatl, il est appelé ixtapa, signifiant « là où il y a du sel », « lieu sur le sel », mot composé de iztatl, « sel » ou « blanc », atl « eau » et pan, « dans », qui peut se traduire littéralement par « dans l'eau blanche », c'est-à-dire salée ou simplement « sur le sel ».
En Asie occidentale et en Afrique du Nord et de l'Est, l'équivalent arabe est le sebkha ou le chott. En Asie centrale, notamment en Iran, on utilise le terme persan kavir pour désigner les dépressions salées. En Asie centrale, le takir (autre terme des langues persanes) est un type de relief désertique, une dépression d'argile peu profonde submergée par des eaux saumâtres lors des pluies saisonnières. En Inde, il s'agit du rann.

## Formation
La formation d'un salar est le résultat d'un long processus pendant lequel les sels (issus le plus souvent de volcanisme tertiaire qui génère des cendres riches en éléments[Lesquels ?]) vont s'accumuler parce qu'ils ne sont pas drainés vers l'extérieur du bassin (vers les mers et océans), c’est-à-dire par le caractère hydrologiquement fermé du lac (endoréisme).
Ce processus est généralement lié à :
- la présence d'un climat aride avec des taux élevés d'évaporation. Les salars sont très fréquents dans des climats arides comme le sud-ouest de la Bolivie, le nord du Chili et le nord-ouest de l'Argentine[12]. On en rencontre aussi en bien d'autres lieux désertiques de la planète.
- un contexte tectonique qui a favorisé la formation de dépressions fermées : extension , compression ou coulissement.

## Utilisation

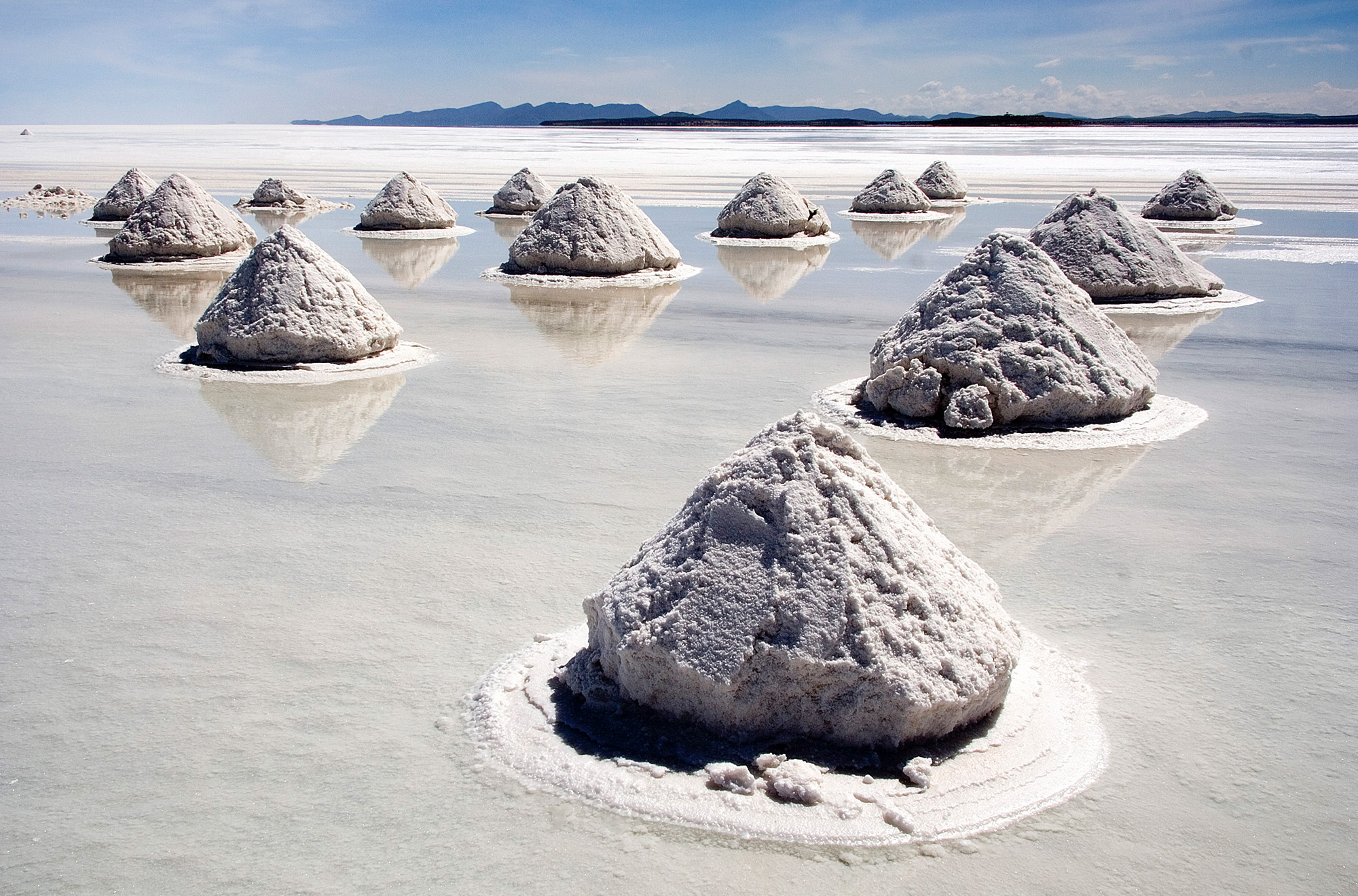
Récolte du sel sur le salar d'Uyuni.

De ces salars on extrait principalement du salpêtre ou nitrate de potassium (KNO3) éventuellement mélangé à du nitrate de sodium (NaNO3), de l'iode, du lithium et du chlorure de sodium (NaCl) ou sel commun.
Certains salars (en particulier ceux du Chili, de la Bolivie et de l'Argentine) sont exploités en raison de leur richesse en lithium, métal indispensable à la réalisation des accumulateurs électriques destinés aux ordinateurs portables, téléphones mobiles…

## Exemples
La liste suivante recense quelques-uns des plus grands salars :
- Grand Rann de Kutch (Inde, 30 000 km2) ;
- Pan de Makgadikgadi (Botswana, 16 000 km2)[13] ;
- Salar d'Uyuni (Bolivie, 10 582 km2)[14] ;
- Lac Eyre (Australie, 8 430 km2)[15] ;
- Salinas Grandes (Argentine, 6 000 km2) ;
- Chott Melrhir (Algérie, 5 515 km2) ;
- Chott el-Jérid (Tunisie, 5 000 km2) ;
- Pan d'Etosha (Namibie, 4 800 km2)[16] ;
- Chott Merouane (Algérie, 3 337 km2)
- Salar d'Atacama (Chili, 3 000 km2) ;
- Salar de Coipasa (Bolivie, 2 218 km2) ;
- Salar d'Empexa (Bolivie, 2 000 km2) ;
- Daryacheh-ye Namak (Iran, 1 800 km²);
- Salar d'Arizaro (Argentine, 1 600 km2) ;
- Tuz Gölü (Turquie, 1 600 km2) ;
- Chott el-Gharsa (Tunisie, 1 300 km2) ;
- Salar de Pipanaco (Argentine, 600 km2) ;
- Salar del Hombre Muerto (Argentine, 588 km2) ;
- Salar d'Antofalla (Argentine, 500 km2) ;
- Bonneville Salt Flats (États-Unis, 260 km2).